# وينستون مينديز مونتيرو
وينستون مينديز مونتيرو (مواليد 20 نوفمبر 1974) هو ملاكم من جمهورية الدومينيكان، مثّل بلاده في الألعاب الأولمبية الصيفية 2008.

## روابط خارجية
وينستون مينديز مونتيرو على موقع أوليمبيديا (الإنجليزية)